# Thoiré-sur-Dinan
 Thoiré-sur-Dinan  es una población y comuna francesa, situada en la región de Países del Loira, departamento de Sarthe, en el distrito de La Flèche y cantón de Château-du-Loir.

## Demografía
| 538 | 442 | 374 | 338 | 335 | 369 |
| Para los censos de 1962 a 1999 la población legal corresponde a la población sin duplicidades (Fuente: INSEE [Consultar]) |     |     |     |     |     |